# Terenzio Terenzi

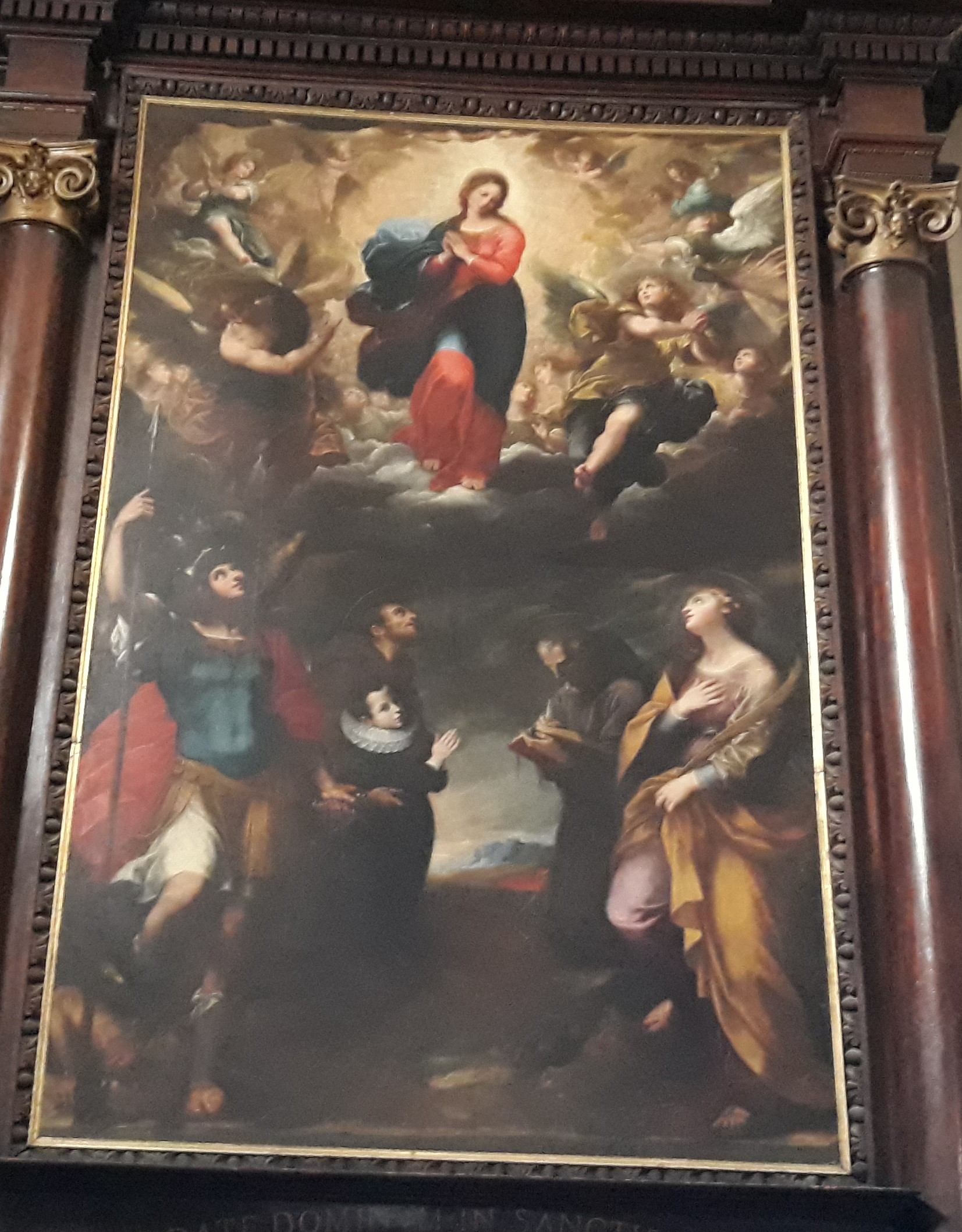
Pala dell'Assunzione della Vergine - Chiesa di Santa Maria Immacolata a via Veneto, Roma

Terenzio Terenzi, noto anche con lo pseudonimo di Rondolino (Pesaro, 1575/1580 – Roma, 1621), è stato un pittore e falsario italiano, esponente del tardo Manierismo..

## Biografia

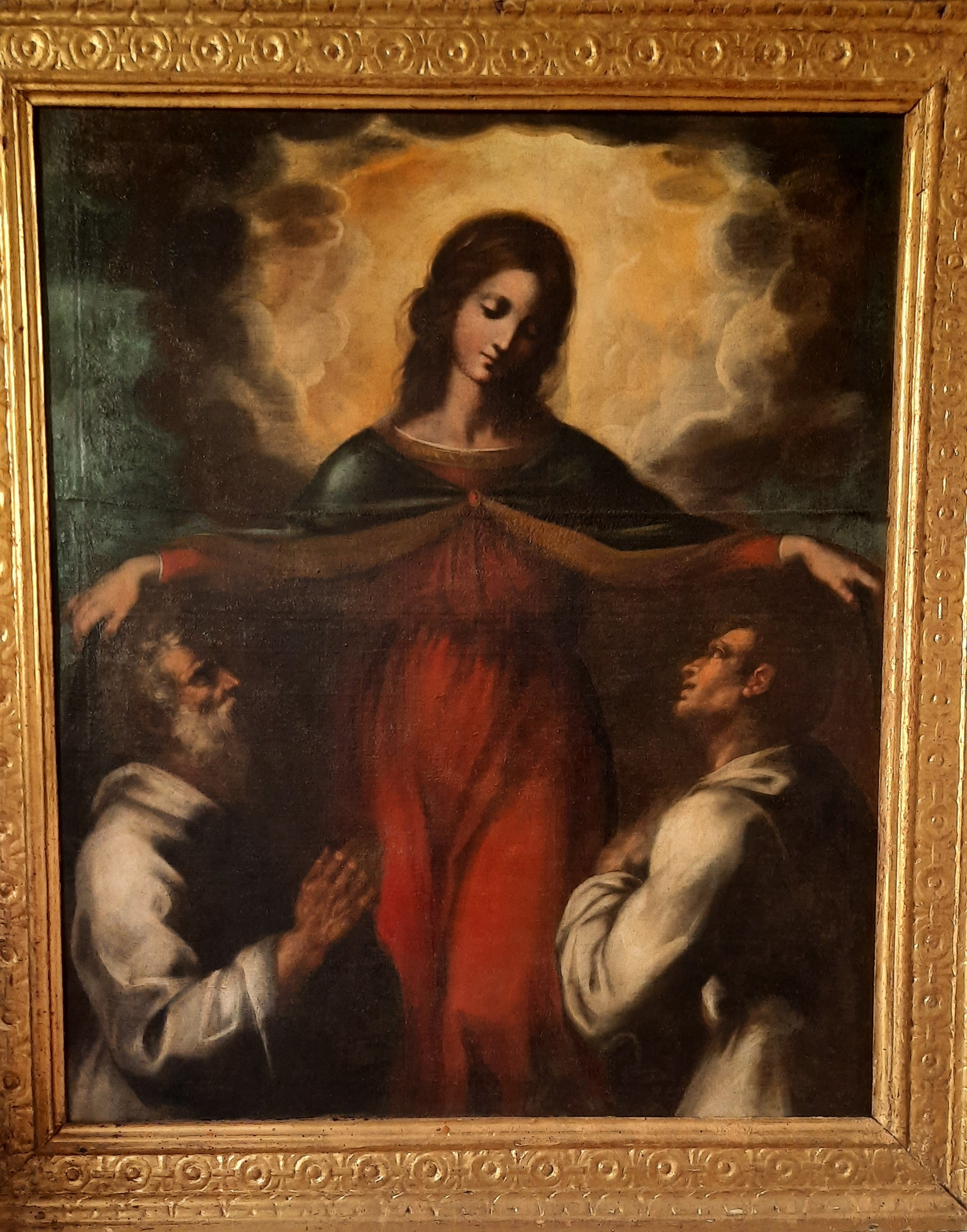
Madonna della Misericordia - Quadreria Comunale, San Costanzo (cimasa del Battesimo di Costantino)

Terenzio Terenzi, conosciuto anche con il suo soprannome Rondolino, nacque a Pesaro in un anno compreso tra il 1575 e il 1580. La nascita a Urbino venne segnalata per sbaglio da Giovanni Baglione, che nelle sue Vite lo dichiara appunto nativo di quella città (da qui il nome Terenzio d'Urbino). Secondo la stessa biografia del Baglione, Terenzio era solito vendere sue opere spacciandole per quelle di antichi maestri: a tal scopo si procurava tele vecchie, già dipinte e malridotte che usava poi ridipingere, annerire col fumo e addirittura bruciare, ottenendo così opere che sembravano vecchie di secoli. A ciò accostava l'uso di cornici malconce, danneggiate dal tempo e dai tarli, e una buona dote nel disegno

A Roma operò per i cardinali Giuliano della Rovere e Alessandro Damasceni Peretti, nipote di Sisto V, dove affiancò ad una discreta attività originale, di cui ci sono rimasti vari esempi in alcune chiese romane (S. Silvestro in Capite, S. Maria Immacolata, S. Eligio de' Ferrari e l'annesso oratorio), di Pesaro, di Fossombrone (Chiesa del Rosario) e altrove, la sopracitata attività di contraffazione. Scoperto dallo stesso suo protettore e mecenate, a cui aveva tentato di vendere un falso Raffaello, fu scacciato: così che, addolorato e ridotto in miseria, morì ancor giovane, durante il pontificato di Paolo V.

## Opere

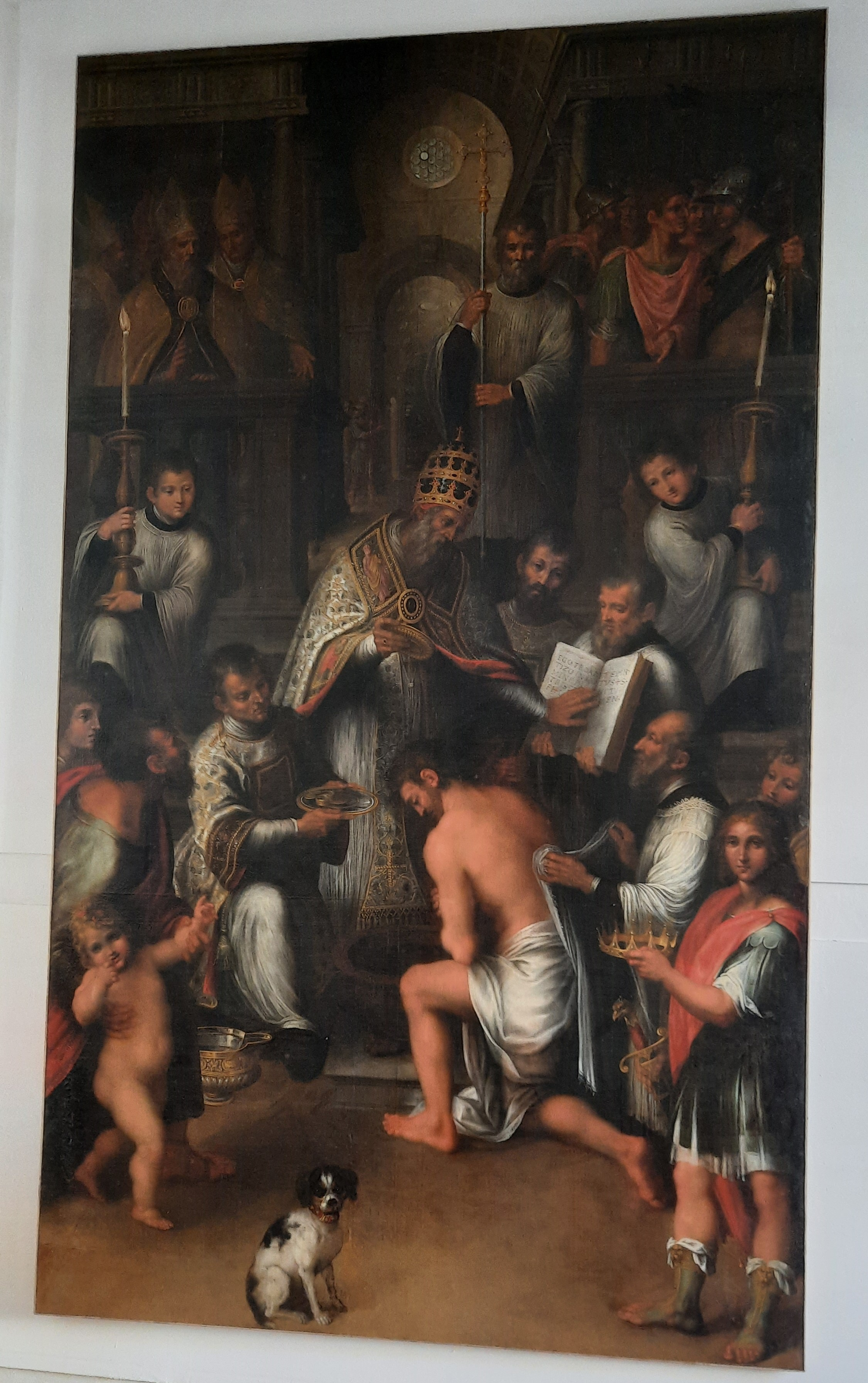
Il battesimo di Costantino - Quadreria Comunale, San Costanzo

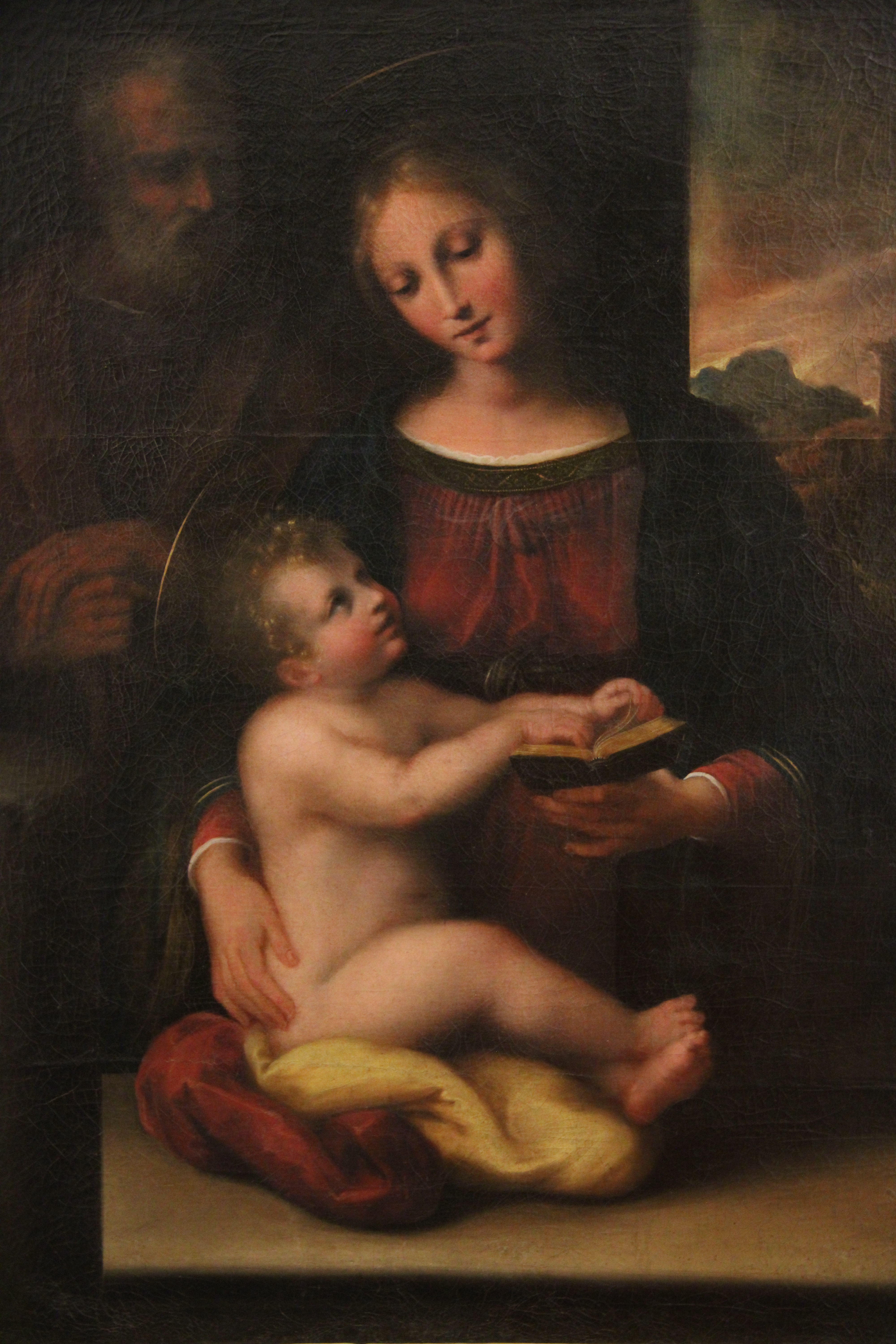
Sacra famiglia con libro - Museo della città di Rimini, Rimini

- Sacra Famiglia e San Giuseppe - Chiesa di San Giuseppe, Pesaro
- Maddalena penitente - Chiesa di Santa Maria della Scala, Pesaro
- Madonna in gloria con il Bambino ed i santi Lorenzo e Benedetto (attribuito) - Abbazia benedettina di San Lorenzo in Campo, San Lorenzo in Campo
- Pala dell'Assunzione della Vergine - Chiesa di Santa Maria Immacolata a via Veneto, Roma
- Madonna con bambino e santi - Chiesa di San Silvestro in Capite, Roma
- Transito di San Francesco - già Chiesa di Sant'Eligio dei Ferrari, Roma (non più in loco)
- Madonna con bambino, Sant'Anna e San Giovannino - Museo della città, Acquapendente
- Circoncisione - Chiesa di San Lorenzo Martire, Tavullia
- Il battesimo di Costantino - Quadreria Comunale, San Costanzo
- Madonna della Misericordia - Quadreria Comunale, San Costanzo (cimasa del Battesimo di Costantino)
- Madonna col bambino, S. Giovannino e S. Lucia - Chiesa di San Giovanni Battista e Lucia, Candelara
- Sacra famiglia con libro - Museo della città di Rimini, Rimini
- Elemosina di San Tommaso da Villanova (attribuito) - Duomo di Pergola, Pergola
- San Martino che dona il mantello, Chiesa di San Martino, Senigallia